# Mecodina barnardi
Mecodina barnardi är en fjärilsart som beskrevs av Lucas 1894. Mecodina barnardi ingår i släktet Mecodina och familjen nattflyn. Inga underarter finns listade i Catalogue of Life.